# Merkén

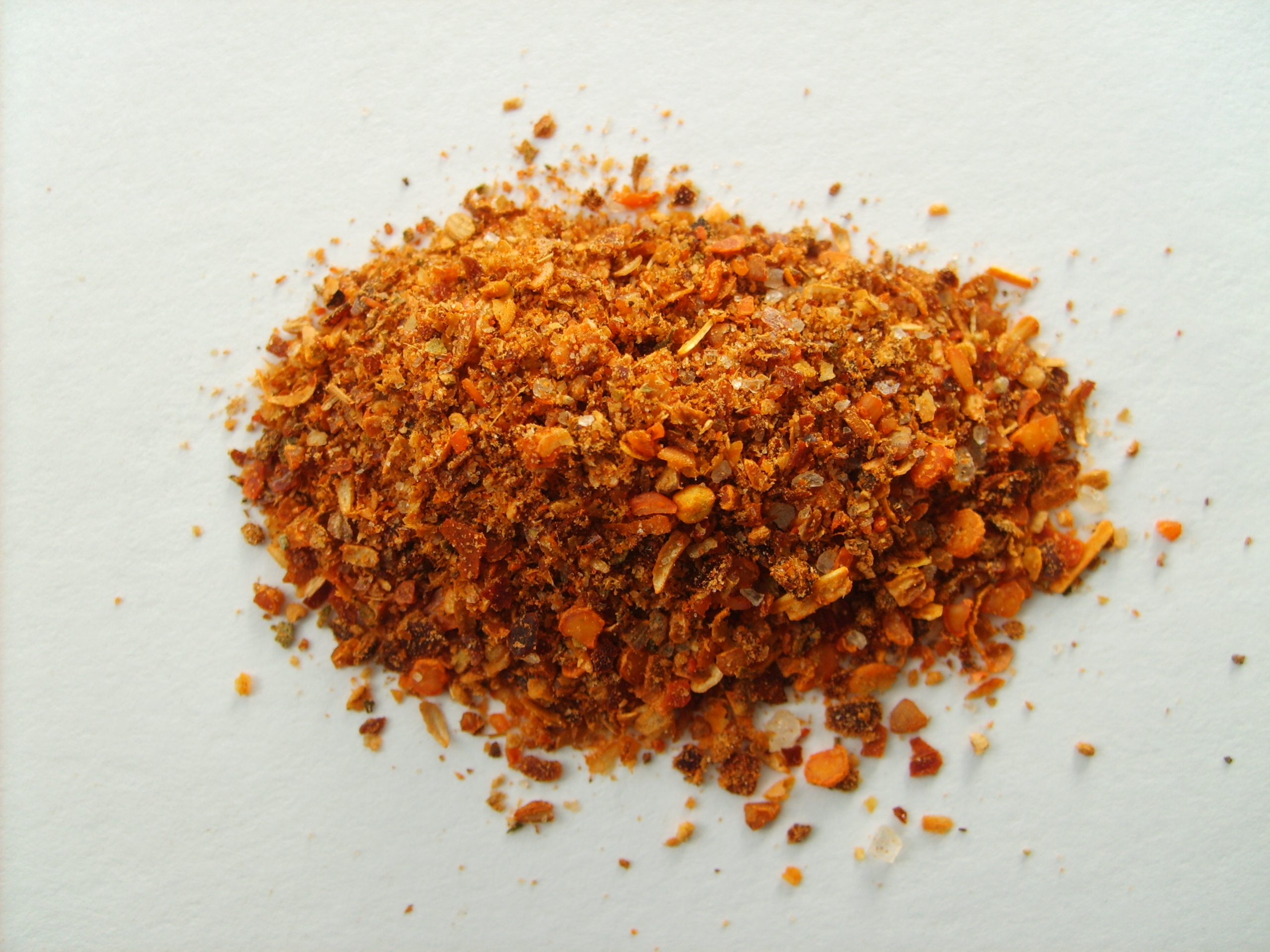
Il merkén è commercializzato talvolta in polvere, talvolta come pezzetti di peperoncino.

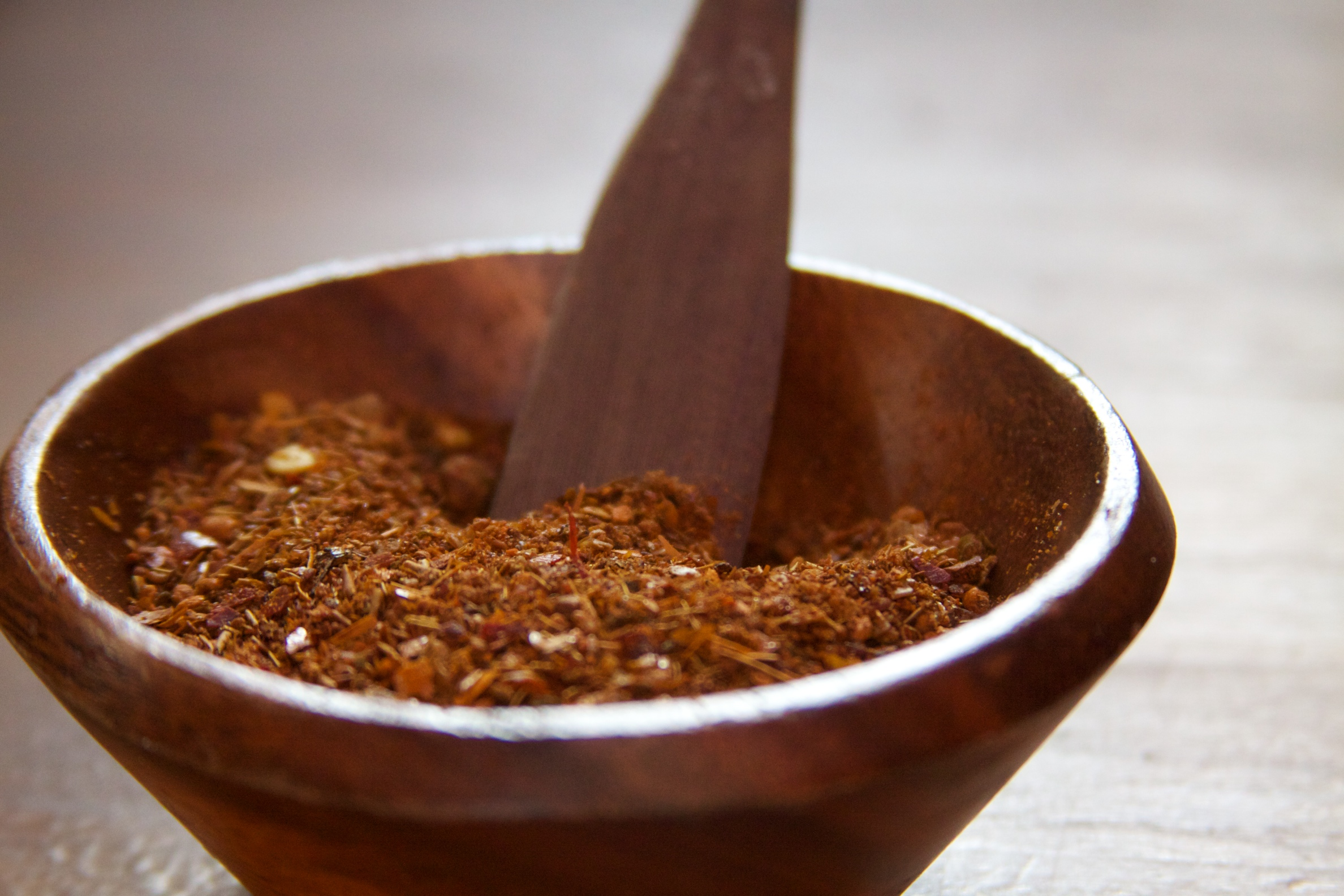
Il mérken in una ciotola di legno.

Il merkén o merquén (in mapudungun mezkeñ [meʐˈkeɲ] o merceñ [meɻˈkeɲ]) è un peperoncino affumicato (in spagnolo ají) usato come condimento, spesso in combinazione con altri ingredienti. È tipico della cucina mapuce, in Cile.

## Ingredienti
L'ingrediente base del merkén è il peperoncino affumicato chiamato in spagnolo «cacho de cabra» (Capsicum annuum var. Longum ); al peperoncino rosso essiccato e affumicato vengono talvolta aggiunti semi tostati di coriandolo, sale e cumino. I peperoncini vengono essiccati naturalmente al sole e affumicati su di un fuoco a legna, per essere poi appesi ad asciugare; il tutto viene poi macinato. In commercio, il peperoncino merkén con la sola aggiunta di sale è noto come merkén natural, mentre il termine merkén especial designa la variante con i semi di coriandolo. Il merkén especial consta per il 70% di peperoncino, per il 20% di sale e per il 10% di semi di coriandolo.

## Uso culinario
Il merkén affonda la sue origini nella cucina dei Mapuce della regione dell'Araucanía, ma trova impiego anche nella cucina cilena come succedaneo dei peperoncini freschi. Agl'inizi del XXI secolo il merkén ha attirato a sé l'attenzione di chef professionisti, trovando così impiego nel mercato culinario internazionale e rafforzando al contempo la sua presenza sulla tavola cilena.